# Blauw-witte vliegenvanger
De blauw-witte vliegenvanger (Cyanoptila cyanomelana) is een vliegenvanger uit het geslacht Cyanoptila van zangvogels uit de familie van de vliegenvangers (Muscicapidae). Tot 2012 was dit een monotypisch geslacht. De vogel broedt in Oost-Azië en overwintert in Zuidoost-Azië.

## Kenmerken
De blauw-witte vliegenvanger is 16 tot 17 cm lang en weegt 25 gram. Het is een vrij grote soort. Het mannetje is bijna geheel kobaltblauw en zwart van kleur. De keel, borst en handpennen zijn zwart, de buik is wit. De soort lijkt op de witstaartniltava (Cyornis concretus), maar die is blauw in plaats van zwart op de keel en borst. Het vrouwtje is lichtbruin van boven en veel lichter tot bijna wit van onder. Daarmee verschilt zij van het vrouwtje van de witstaartniltava die licht grijsbruin op buik en borst is.

## Verspreiding en leefgebied
Er zijn twee ondersoorten:
- C. c. intermedia (broedt in Zuidoost-Siberië, Noordoost-China en Noord-Korea en overwintert op de Filipijnen en de Grote Soenda-eilanden)
- C. c. cyanomelana (Broedt op de Koerilen, in Japan en Zuid-Korea en overwintert op de Filipijnen en Borneo)

Van de ondersoort C. c. intermedia is in 2012 de Zappeys vliegenvanger (Cyanoptila cumatilis) afgesplitst.
Het leefgebied bestaat uit primair en secundair bos in laagland en heuvelland tot 1200 m boven de zeespiegel. Wordt ook aangetroffen in de taiga en in aangeplant bos en beek- en riviergeleidend bos en struikgewas. In de overwinteringsgebieden verblijft de vogel ook in primair en secundair regenbos, vaak in montaan bos.

## Status
De grootte van de populatie is niet gekwantificeerd. De soort is plaatselijk algemeen en de aantallen blijven waarschijnlijk stabiel. Om deze redenen staat de blauw-witte vliegenvanger als niet bedreigd op de Rode Lijst van de IUCN.